# Dev Patel
Dev Patel (født 23. april 1990 i Harrow, Greater London) er en britisk skuespiller, bedst kendt for sin rolle som Jamal Malik i den Oscar-vindende Danny Boyle film Slumdog Millionaire (2008). Yderligere har han medvirket i The Best Exotic Marigold Hotel (2012) i rollen som Sonny Kapoor.
Han har også medvirket i den engelske tv-serie Skins hvor han spiller rollen som Anwar Kharral.

## Udvalgt filmografi
- Slumdog Millionaire (2008) – Jamal Malik
- Luftens sidste mester (2010) – Prins Zuko
- The Best Exotic Marigold Hotel (2012) – Sonny Kapoor
- The Second Best Exotic Marigold Hotel (2015) – Sonny Kapoor
- Chappie (2015) – Deon Wilson
- The Man Who Knew Infinity (2015) – Srinivasa Ramanujan
- Lion (2016) – Saroo Brierley
- Hotel Mumbai (2018) – Arjun
- The Wedding Guest (2018) – Jay
- The Green Knight (2021) - Gawain

### Tv-serier
- Skins (2007–2008) – Anwar Kharral; 18 afsnit
- The Newsroom (2012-2014) – Neal Sampat; 22 afsnit